# Mlilwane Wildlife Sanctuary
Das Mlilwane Wildlife Sanctuary (Mlilwane bedeutet kleines Feuer in Siswati) ist das älteste Schutzgebiet in Eswatini. Es ist ein Nationalpark in Öffentlich-private Partnerschaft, der auf private Initiative von Ted Reilly auf seiner Farm im Jahr 1960 gegründet wurde und vier Jahre später als Schutzgebiet anerkannt wurde. Es ist 4560 Hektar groß und liegt im Ezulwini-Tal in der Nähe von Lobamba in der Region Manzini.  

## Fauna und Flora
Es sind zahlreiche Tiere in dem hügeligen Gelände, das zum Teil bewaldet ist, zu sehen. Das Gelände kann zu Fuß oder mit dem Fahrrad erkundet werden. Es ist möglich, auf vorgeschriebenen Wanderwegen zahlreiche Antilopenarten, Zebras und  Giraffen zu beobachten. In Nähe der Bachläufe leben Warzenschweine. In mehreren kleinen Seen befinden sich Krokodile und Flusspferde. Zahlreiche Vogelarten sind an den Seen oder im offenen Gelände zu beobachten.
Im Park gibt es etliche Aloe-Pflanzen, die zum Teil aus dem Herbarium des Aloe-Forschers Gilbert Westacott Reynolds stammen.